# جونيوس إدواردز
جونيوس إدواردز (بالإنجليزية: Junius Edwards)‏ (20 أبريل 1929، الإسكندرية في الولايات المتحدة - 22 مارس 2008، مانهاتن في الولايات المتحدة)؛ كاتب وروائي أمريكي.